# Kathy Guadagnino
Kathy Guadagnino, född 20 mars 1961 i Albany i New York, var en amerikansk golfspelare på den amerikanska LPGA-touren mellan 1983 och 1999. Fram till 1988 spelade hon som ogift under namnet Kathy Baker.
Baker vann överraskande majortävlingen US Womens Open 1985. Det var Nancy Lopez som var favorit till segern innan tävlingen startade. Inför den sista rundan ledde Baker före Lopez och Judy Dickinson och trots att Dickinson slog mästerskapsrekord i antal slag så vann Baker. Lopez slutade på fjärde plats. Efter den segern vann Baker bara ytterligare en tävling, Konica San Jose Classic 1988.
Hon lämnade LPGA-touren 1999 för en karriär som pastor i en kyrka som hon startade tillsammans med sin make men har 2005 även uppdrag som golfinstruktör på Boca Pointe Country Club i Fort Lauderdale.
| Majorsegrare genom tiderna                                                                                   |              |             |             |               |
| 100 olika spelare har vunnit i damernas majortävlingar. Kathy Baker var den 54:e spelaren som vann en major. |              |             |             |               |
| 1:a | 53:e         | 54:e        | 55:e        | 100:e         |
| Mrs. Lee Mida                                                                                                | Alice Miller | Kathy Baker | Jane Geddes | Paula Creamer |
| Lista över golfens majorsegrare                                                                              |              |             |             |               |